# Diskriminering av personer med funktionsnedsättning
Diskriminering av personer med funktionsnedsättning innebär att en person med funktionsnedsättning behandlas sämre än en person utan funktionsnedsättning behandlas eller skulle ha behandlats i samma situation.
Den i särklass vanligaste diskrimineringen av personer med funktionsnedsättning är otillgänglighet, det vill säga att miljön inte är utformad för allas behov. Risken är då att somliga exkluderas från sammanhang som de skulle vilja ingå i. Denna typ av diskriminering kan i många fall sakna direkt avsikt och bero på okunskap om förutsättningarna och behoven för personer med funktionsnedsättningar. Någon sådan avsikt krävs dock inte för att det ska vara diskriminering.

## Diskriminering av personer med olika former av funktionsnedsättningar

### Rörelsehinder
Den typ av diskriminering av personer med funktionsnedsättning som de flesta tänker på är diskriminering av personer med rörelsehinder genom otillgänglighet. Exempel: steg, trappor, trösklar och tunga dörrar; att en butik har för trånga gångar för en kund som använder rullstol.

### Småväxthet
Småvuxna personer drabbas delvis av samma typ av diskriminering som personer med rörelsehinder. Ett annat vanligt problem är att tvättställ på offentliga toaletter inte kan användas. Det kan också upplevas som diskriminerande att behöva köpa kläder på barnavdelningen. Att inte kunna använda säkerhetsanordningar, som till exempel bilbälten, är därtill farligt för liv och hälsa. 

### Allergier

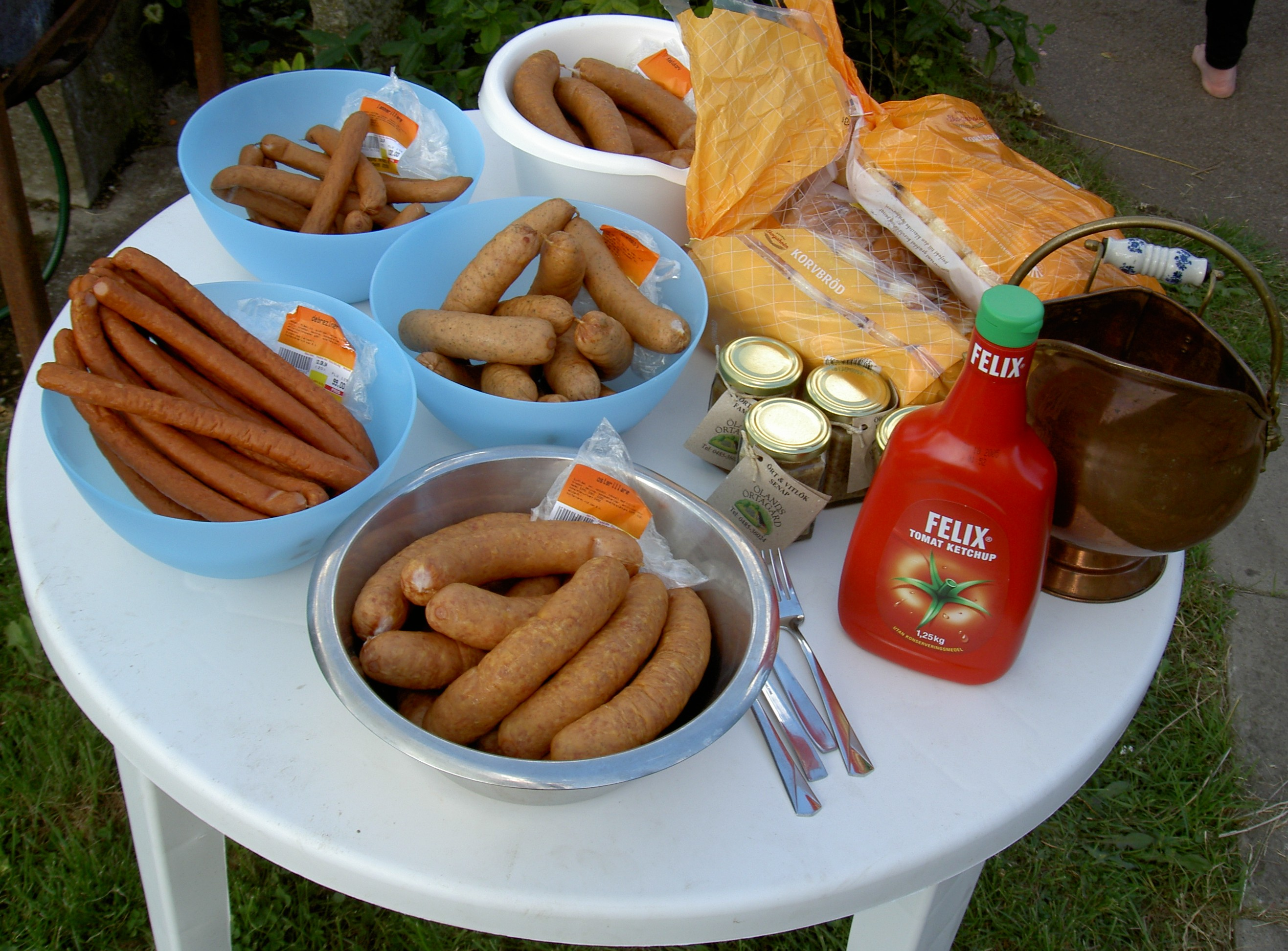
Genom att hålla isär olika matvaror och tillhandahålla innehållsdeklarationer till den mat som serveras undviker man att diskriminera födoämnesallergiker. Här serveras varje korvsort för sig och korvförpackningarna med innehållsdeklarationen har kvarlämnats.

Diskriminering av allergiker kan ta sig uttryck på många sätt beroende på vilken allergi personen har. Exempel på diskriminering av allergiker som kan uppstå till exempel under ett offentligt möte är om någon röker eller använder kraftig parfym under mötet, eller om möteslokalen är dekorerad med blommor som avger pollen. Om det serveras mat kan en födoämnesallergiker tvingas avstå från maten om personalen har ofullständiga uppgifter om innehållet eller inte kan erbjuda fullvärdiga allergivänliga alternativ.

### Synnedsättning
En vanlig form av diskriminering av personer med nedsatt syn är att inte tänka på kontrastverkan mellan text och bakgrund i till exempel annonser, vilket gör dessa svårlästa för en person med synnedsättning, eller att inte tillåta ledarhundar i sin butikslokal (vilket det inte finns något lagligt krav på).

### Hörselnedsättning
Att i butiker spela så kallad skvalmusik kan upplevas som diskriminerande för en person med nedsatt hörsel som då kan ha svårt att föra ett samtal eller höra vad butikspersonalen säger. Även att inte texta svenska filmer på biografer upplevs ofta som diskriminering av personer med dövhet eller hörselnedsättning.

### Psykisk funktionsnedsättning
Diskriminering av personer med psykisk funktionsnedsättning kan handla om sämre somatisk vård för någon som tidigare har varit i kontakt med psykiatrin – istället för att ens somatiska smärta tas på allvar återremitteras man till psykiatrin. Eller att man inte får förlängd anställning på grund av att man till exempel har adhd eller schizofreni.

## Lagar mot diskriminering pga funktionsnedsättning i andra länder i urval

### Storbritannien
Disability Discrimination Act 1995 och Disability Discrimination Act 2005 gjorde diskriminering förbjudet i Storbritannien.

### USA
Rehabilitation Act of 1973 och the Americans with Disabilities Act of 1990  gjorde diskriminering förbjudet i USA.
California's Fair Employment and Housing Act  ger ännu starkare skydd än den federala lagen.

### Sverige
Civilrättsligt strider det mot Diskrimineringslagen, som kom 2009, att diskriminera personer med funktionsnedsättning inom följande samhällsområden: 
- Arbetslivet
- Utbildning
- Handel med varor, tjänster och bostäder (utanför privat- och familjelivet)
- Anordnande av allmän sammankomst eller offentlig tillställning (exempelvis marknader, mässor eller konserter)
- Hälso- och sjukvården
- Socialtjänsten, färdtjänst och bostadsanpassningsbidrag
- Socialförsäkringssystemet (Försäkringskassans tjänster)
- Statligt studiestöd
- Värnplikt och civilplikt
- Offentlig anställning

Otillgänglighet räknas sedan 1 januari 2015 som diskriminering.
Straffrättsligt är funktionsnedsättning inte en diskrimineringsgrund. Brottet olaga diskriminering som finns i 16 kapitlet 9 § Brottsbalken utgör således ingen grund för rättsväsendet att åtala någon för att den diskriminerat människor med funktionsnedsättning i Sverige. Med andra ord faller det inte under allmänt åtal. I praktiken innebär detta att Polisen inte kan gripa någon som diskriminerat personer med funktionsnedsättning och alltså att inget straffrättsligt brott begåtts. 

#### Vägen mot rättslig reglering av diskriminering på grund av funktionsnedsättning
Funktionshinder- och Independent Living-rörelsen i Sverige har sedan slutet av 1980-talet påtalat behovet av en rättslig reglering av den diskriminering av personer med funktionsnedsättning som förekommer i Sverige. Detta har hörsammats i viss mån genom att diskrimineringslagar har tillkommit, både genom inhemska och framförallt utomländska initiativ. Exempelvis har EU genom direktiv framtvingat att Sverige och andra länder infört först enskilda diskrimineringslagar vad gäller arbetslivet (1999) och högskolestudier (2001).
Först 2003 kom en allmän diskrimineringslag mot diskriminering av personer med funktionsnedsättning som de tidigare lagarna infogades i. Trots att samtliga statliga utredningar, exempelvis 1989 års handikapputredning, menade att diskriminering i form av otillgänglighet också borde omfattas av en rättslig reglering skedde inte så. Funktionshinderrörelsens kritik var stor och 2003 genomfördes den första årliga demonstrationen Marschen för tillgänglighet.
2006-2009 arbetade den parlamentariska Diskrimineringskommittén med att utreda och föreslå tillägg och förändringar i svensk civilrättslig reglering av diskriminering. De föreslog bland annat att "underlåtenhet att åtgärda bristande tillgänglighet" skulle innebära ett diskrimineringsbrott inom civilrätten. När lagen infördes  2009 lyftes just den biten ut ur lagen.
2009-2010 genomförde Hans Ytterberg, före detta HomO, en snabbutredning för att utreda de delar som regeringen angett som skäl för att inte införa Diskrimineringskommitténs förslag. Den färdigställdes i december 2010 och föreslog likaså att "bristande tillgänglighet" och att inte ha åtgärdat den skulle utgöra diskriminering. 
14 juni 2012 röstade en enhällig opposition - Socialdemokraterna, Miljöpartiet och Sverigedemokraterna - i riksdagen igenom att regeringen "skyndsamt ska återkomma till riksdagen" med ett lagförslag om att diskrimineringslagen även ska omfatta diskriminering på grund av otillgänglighet. Förslagen hade veckorna innan beretts i Arbetsmarknadsutskottet. Alla allianspartierna - Moderaterna, Centerpartiet, Folkpartiet och Kristdemokraterna - röstade emot förslaget.
Den 20 mars 2014 överlämnade Regeringen proposition 2013/14:198 till riksdagen som innehåller förslag om att införa bristande tillgänglighet som en form av diskriminering i Diskrimineringslagen. Propositionen fick bifall i riksdagen och tog laga kraft den 1 januari 2015.